# Хаїт Ростислав Валерійович
Ростислав Валерійович Хаїт (часто Хаіт; рос. Ростислав Валерьевич Хаит; нар. 21 вересня 1971, Одеса, УРСР) — актор російського театру та кіно, продюсер, режисер, актор дубляжу. Один з засновників комічного театру «Квартет І». Прославився роллю Слави у спектаклях «День радіо», «День виборів» та однойменних фільмах, комедіях «Про що говорять чоловіки», «Про що ще говорять чоловіки», «Швидше за кроликів», а також інтернет-серіалі «Квартет І по Амстелу».

## Біографія
Народився 21 вересня 1971 в Одесі.
Батько — Валерій Ісаакович Хаїт — капітан команди Одеського КВН 1967–1970 років. Старший брат — Євген Хаїт — з 1991 по 1999 рік був художнім керівником «Джентльмен-шоу».
У 1978 році навчався в одній з одеських шкіл, де познайомився з Леонідом Барацем, який пізніше став його колегою та найкращим другом.
У 1993 році закінчив естрадний факультет ГІТІСу, художнім керівником якого тоді був Володимир Коровін. Разом з ним навчались Леонід Барац, Олександр Демідов, а також Каміль Ларін та режисер Сергій Петрейков, які після закінчення університету заснували «Квартет І».
В інтерв'ю 2013 року заявив про толерантне ставлення до гомосексуалів, позитивно оцінив діяльність Бориса Єльцина та Михайла Горбачова, висловив негативну думку про Сталіна та діючу політику Росії.

## Фільмографія

### Актор кіно та дубляжу
| Рік       |    | Українська назва            | Оригінальна назва                  | Роль          |
| --------- | -- | --------------------------- | ---------------------------------- | ------------- |
| 2002      | с  | Гроші                       | Деньги                             | Слава         |
| 2007      | ф  | День виборів                | День выборов                       | Слава         |
| 2008      | ф  | День радіо                  | День радио                         | Слава, діджей |
| 2008      | мф | Вольт                       | Bolt                               | Блейк         |
| 2010      | ф  | Про що говорять чоловіки    | О чём говорят мужчины              | Слава         |
| 2011      | ф  | Про що ще говорять чоловіки | О чём ещё говорят мужчины          | Слава         |
| 2013—2014 | с  | Квартет І по Амстелу        | Квартет І по Амстелу               | Слава         |
| 2013      | ф  | Швидше за кроликів          | Быстрее, чем кролики               | Слава         |
| 2018      | ф  | Про що говорять чоловіки 3  | О чём говорят мужчины. Продолжение | Слава         |
| 2020      | ф  | Розмовник                   | Разговорник                        |               |

### Актор театру
- 2001 — День радіо: один день з модної московської радіостанції «Как бы Радио» (День радио: один день из модной московской радиостанции «Как бы Радио»)
- 2003 — День виборів: нові походеньки співробітників «Как бы Радио» (День выборов: новые похождения сотрудников «Как бы Радио»)
- 2005 — Швидше, за кроликів (Быстрее, чем кролики)
- 2008 — Розмови чоловіків середнього віку про жінок, кіно та алюмінієві виделки (Разговоры мужчин среднего возраста о женщинах, кино и алюминиевых вилках)
- 2012 — Листи та пісні чоловіків середнього віку часів караоке, дорожніх заторів і високих цін на нафту (Письма и песни мужчин среднего возраста времен караоке, дорожных пробок и высоких цен на нефть)

### Сценарист
- 2007 — День виборів (День выборов)
- 2008 — День радіо (День радио)
- 2010 — Про що говорять чоловіки (О чём говорят мужчины)
- 2011 — Про що ще говорять чоловіки (О чём ещё говорят мужчины)
- 2013—2014 — Квартет І по Амстелу (Квартет І по Амстелу)
- 2013 — Швидше, за кроликів (Быстрее, чем кролики)

### Продюсер
- 2008 — День радіо (День радио)
- 2010 — Про що говорять чоловіки (О чём говорят мужчины)
- 2011 — Про що ще говорять чоловіки (О чём ещё говорят мужчины)
- 2013 — Швидше, за кроликів (Быстрее, чем кролики)

### Гість у телешоу
- 2006—2010 — Дякувати Богу, ти прийшов! (Слава Богу, ты пришёл!)
- 2008-понині — Велика різниця (Большая разница)
- 2012-понині — Вечірній Ургант (Вечерний Ургант)

### Ролі у кліпах
- Кліп гурту «Агата Кристи» «Моряк»
- Кліп гурту «Агата Кристи» «Весёлый мир»
- Кліп гурту «Браво» «За окном рассвет»
- Кліп Лєни Зосімової «Обними меня»
- Кліп Єфрема Амірамова «Молодая»